# كريستوفر كويرنغ
كريستوفر كويرنغ (بالألمانية: Christopher Quiring)‏ هو لاعب كرة قدم ألماني في مركز الوسط، ولد في 23 نوفمبر 1990 في برلين في ألمانيا. لعب مع يونيون برلين.

## وصلات خارجية
- كريستوفر كويرنغ على موقع قاعدة بيانات كرة القدم.إي يو (الإنجليزية)
- كريستوفر كويرنغ على موقع بيانات كرة القدم. دي إي (الألمانية)
- كريستوفر كويرنغ على موقع Soccerway.com (الإنجليزية)
- كريستوفر كويرنغ على موقع عالم كرة القدم.نت (الإنجليزية)